# 佐土原町
佐土原町（さどわらちょう）は、2005年12月31日まで宮崎県の中南部に存在していた宮崎郡の町。
2006年1月1日、宮崎市に編入され消滅。宮崎市の合併特例区となり、5年後の2011年1月1日に地域自治区に移行した。

## 地理
町の北端を一ツ瀬川が流れ日向灘に注ぐ。町の中央に台地があり、それを囲むように平地が広がっており、全体的になだらかである。
- 河川：一ツ瀬川

## 地勢
江戸時代は佐土原藩三万石の城下町であった(旧)佐土原町と佐土原駅開設で発展した広瀬町が合併して成立。現在は先端産業が集積する工業の町としての顔と、宮崎市のベッドタウンとしての顔を併せ持つ。

### 地名
佐土原町の地名については宮崎市の地名#平成の大合併を参照。

## 歴史
- 江戸時代には上田嶋村、下田嶋村、広瀬村、石崎村、下那珂村、上那珂村があった。
- 年代不詳 - 広瀬村が袋広瀬村に改称。
- 1886年の「地方行政区画便覧」には（旧）佐土原町、上田島村、下田島村、下那珂村、東上那珂村、西上那珂村と記されている。
- 年代不詳
  - 上那珂村が東上那珂村、西上那珂村に分村。
  - 石崎村が下那珂村に合併。
- 1889年5月1日 - 町村制施行に伴い佐土原町、上田島村が合併し北那珂郡佐土原村が発足。同時に以下の2村が成立。
  - 広瀬村 ← 広瀬町、下田島村、下那珂村
  - 那珂村 ← 東上那珂村、西上那珂村
- 1896年4月1日
  - 郡の統合により北那珂郡が宮崎郡に編入[1]。
  - 佐土原村が町制施行、佐土原町となる。
- 1951年4月1日 - 広瀬村が町制施行、広瀬町となる。
- 1955年4月1日 - 佐土原町、那珂村が合併し佐土原町を新設。
- 1958年4月1日 - 佐土原町、広瀬町が合併し佐土原町を新設。
- 1989年2月28日 - 西都市の一部を編入（境界変更）。
- 2005年2月18日 - 児湯郡新富町大字下富田字二ツ立浦の一部（一ツ瀬川より南側）を編入（境界変更）。
- 2006年1月1日 - 田野町, 高岡町とともに宮崎市へ編入、合併特例区「佐土原町」となる。
- 2006年10月7日 - 石崎を新町名として新設。
  - 石崎一丁目 ← 下那珂字伊賀給の一部、下那珂字中溝の一部
  - 石崎二丁目 ← 下那珂字伊賀給の一部、下那珂字熊田の一部、下那珂字竹ケ島の一部、下那珂字中溝の一部
  - 石崎三丁目 ← 下那珂字永田の一部、下那珂字伊賀給の一部、下那珂字熊田の一部、下那珂字竹ケ島の一部、下那珂字中溝の一部
- 2008年1月12日 - 宮崎広域都市計画事業佐土原駅前土地区画整理事業の完了に伴い、松小路を新町として新設。下田島字大道迫の一部、下田島字垂門の一部、下田島字休左ヱ門松の一部、下田島字井手牟田の一部、下田島字外牟田の一部が松小路となる。
- 2011年1月1日 - 合併特例区の設置期間終了、地域自治区「佐土原」となる。

## 経済

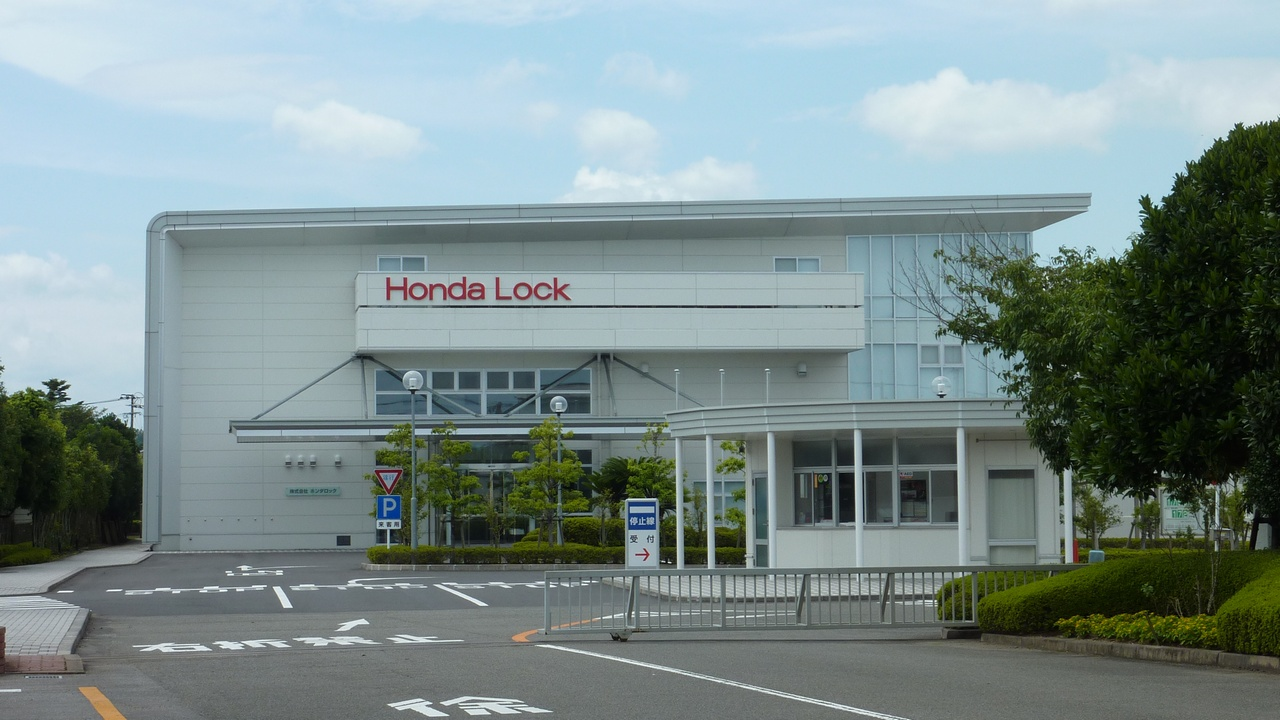
ホンダロック

### 産業
野菜の栽培（きゅうり、トマト、大根など）、うなぎの生産が非常に盛んである。
また、宮崎テクノリサーチパークを中心に先端産業が立地している。
自動車やバイクのキー、ミラーなどの製造メーカーであるミネベア アクセスソリューションズ（旧社名ホンダロック、本田技研工業の子会社として設立。現在はミネベアミツミ傘下）が本社を構える。
かつては宮崎松下電器（のちパナソニックCC宮崎、パナソニックSN九州）の工場が町内に所在したが、宮崎市へ編入された後に撤退している。

## 姉妹都市・提携都市

### 国内
- 協和町（秋田県仙北郡、現大仙市） - 2001年6月3日有縁交流提携

## 教育

### 小学校
- 宮崎市立佐土原小学校
- 宮崎市立那珂小学校
- 宮崎市立広瀬小学校
- 宮崎市立広瀬北小学校
- 宮崎市立広瀬西小学校

### 中学校
- 宮崎市立佐土原中学校
- 宮崎市立広瀬中学校
- 宮崎市立久峰中学校

### 高等学校
- 宮崎県立佐土原高等学校

## 交通

### 鉄道路線
- 中心となる駅：佐土原駅
- 隣接市町村への連絡：日豊本線
- 都道府県庁への連絡：佐土原駅から列車で15分
- 広範囲な連絡：日豊本線
※ 廃止路線：妻線

### 道路
地域高規格道路
- 宮崎東環状道路：（一ツ葉道路佐土原IC - 国道219号広瀬バイパス - 国道219号春田バイパス）
- 宮崎環状道路：（国道10号住吉道路）

一般国道
- 国道10号
- 国道219号

都道府県道
- 宮崎県道10号宮崎インター佐土原線
- 宮崎県道14号佐土原国富線
- 宮崎県道44号宮崎高鍋線

## 名所・旧跡・観光スポット・祭事・催事

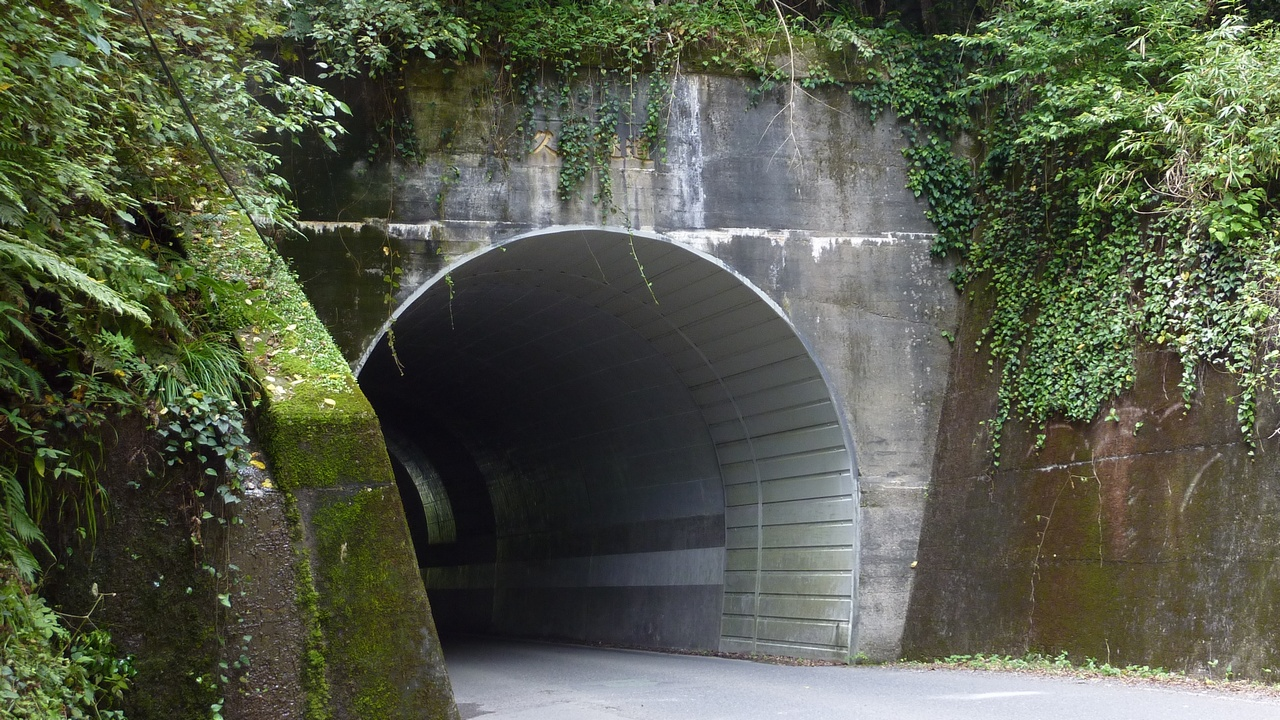
コツコツトンネル

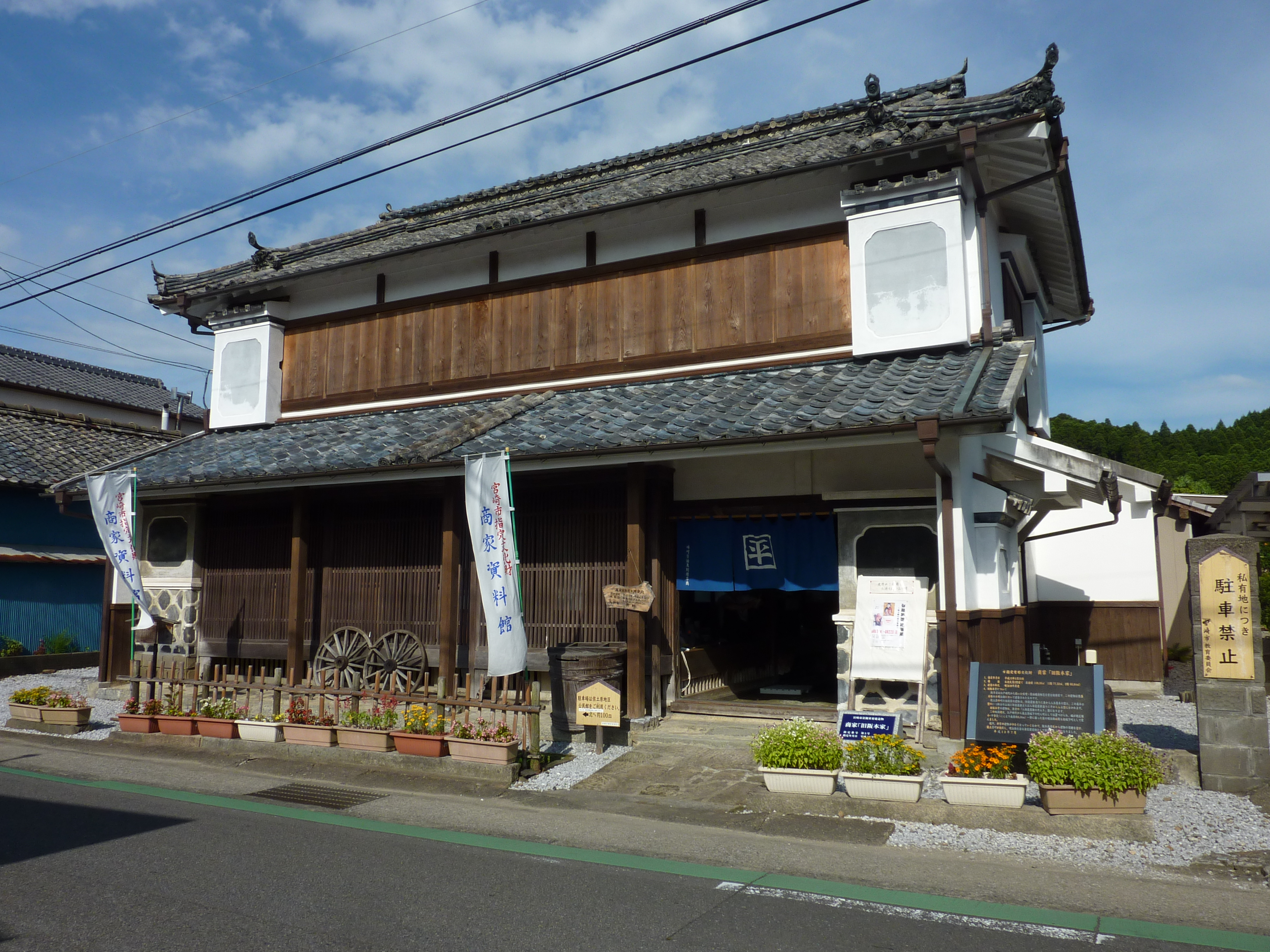
旧阪本家（商家）

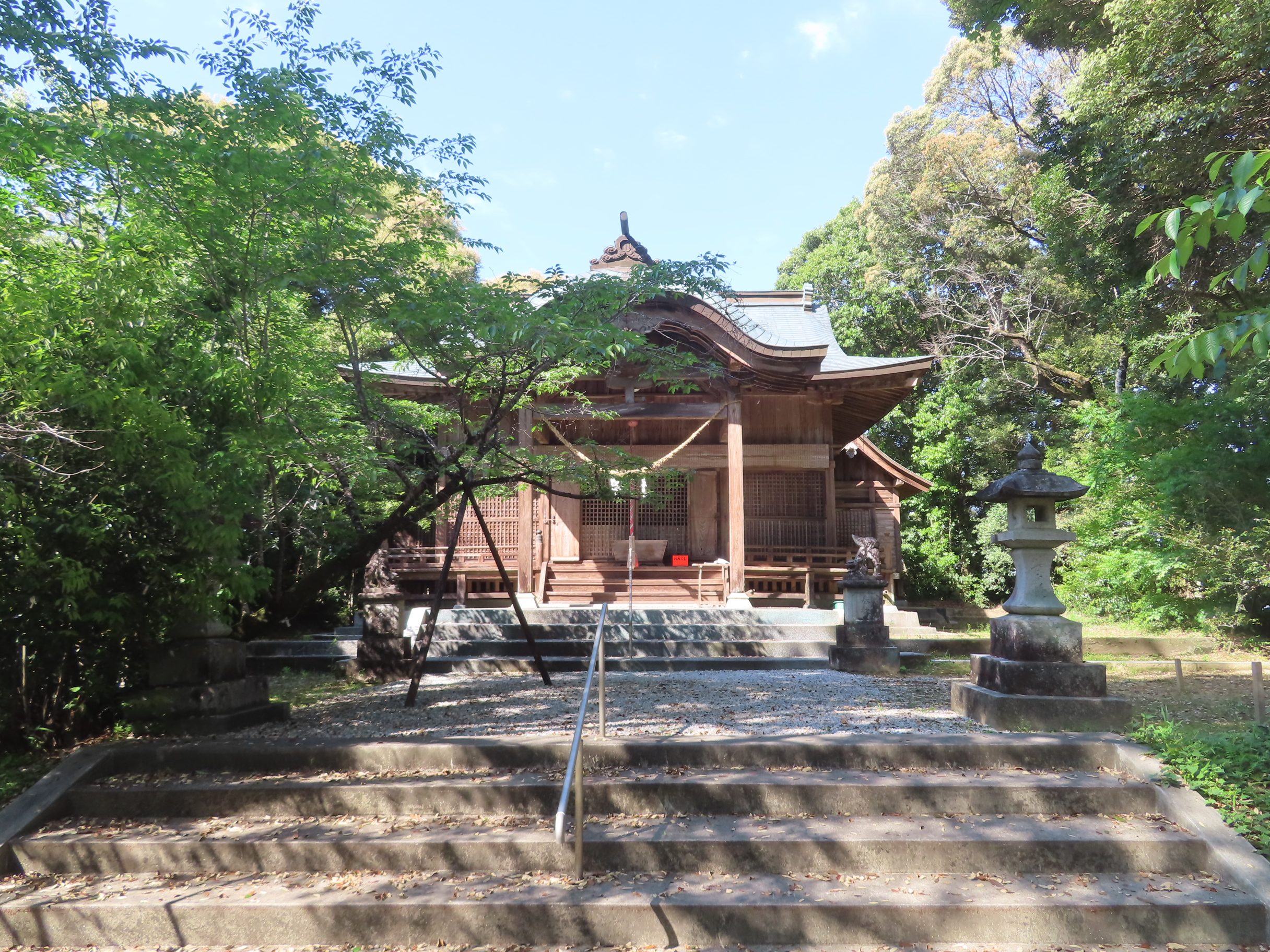
愛宕神社

オカルトでは「コツコツトンネル」が有名。かつては久峰随道と呼ばれており戦時中の主要道路だったとのこと。
いまもコツコツトンネル周辺には何十もの防空壕の跡が存在する。コツコツトンネルの近くに身代わり地蔵があるのはあまり知られていない。
1975年から1986年までは日本最初のサファリパークである宮崎サファリパークがあり、賑わっていた。

### 名所・旧跡・観光スポット
- 巨田神社
- 佐土原城址
- 宮崎市佐土原歴史資料館（鶴松館・商家資料館「旧阪本家」）
- 佐野原聖地
- 久峰観音
- 久峰総合公園
- 巨田の大池
- 愛宕神社

### 祭事・催事
- 鬼子母神大祭（3月上旬）
- 巨田神楽（11月中旬）
- サマーフェスティバルin一ツ瀬（8月中旬）
- 八坂祭り（7月中旬）
- だんじり祭り（7月中旬）

### 名物・特産
- くじらようかん - 餅とあんを鯨の脂身と皮に見立てたもので、成分に鯨が含まれているわけではない。
- さどわらまんじゅう
- 佐土原人形-土人形（つちにんぎょう）。

## 出身有名人
- 桑原節次 - 郷土史家、初代「宮崎県民歌」作詞者
- 蛯原友里 - モデル、佐土原高等学校の卒業生でもある
- 蛯原英里 - チャイルドボディセラピスト、蛯原友里の双子の妹
- 太田祐輔 - 九州朝日放送アナウンサー
- 荒木のぞみ- 実業家（飲食チェーン）
- 下園辰哉 - プロ野球選手・横浜ベイスターズ所属
- 山田昇 - ヤマダ電機代表取締役会長
- 郡山総一郎 - イラク人質事件、フリージャーナリスト
- 横山優也 - ミュージシャン・KOTORI